# Теорема Гельдера
У математиці теорема Гельдера стверджує, що гамма-функція не задовольняє жодного алгебраїчного диференціального рівняння, коефіцієнти якого є раціональними функціями.
Вперше цей результат довів Отто Гельдер в 1887 році; згодом було знайдено декілька альтернативних доведень.
Теорема також узагальнюється на випадок {\displaystyle q}-гамма-функції.

## Формулювання теореми
Для будь-якого {\displaystyle n\in \mathbb {N} _{0}} не існує ненульового многочлена
{\displaystyle P\in \mathbb {C} [X;Y_{0},Y_{1},\dots ,Y_{n}]}
такого, що
{\displaystyle \forall z\in \mathbb {C} \setminus \mathbb {Z} _{\leq 0}\colon \quad P{\big (}z;\Gamma (z),\Gamma '(z),\dots ,{\Gamma ^{(n)}}(z){\big )}=0,}
де {\displaystyle \Gamma } — гамма-функція.
Наприклад, визначимо {\displaystyle P\in \mathbb {C} [X;Y_{0},Y_{1},Y_{2}]} як
{\displaystyle P{\overset {\text{df}}{=}}X^{2}Y_{2}+XY_{1}+{\big (}X^{2}-\nu ^{2}{\big )}Y_{0}.}
Тоді рівняння
{\displaystyle P{\big (}z;f(z),f'(z),f''(z){\big )}=z^{2}f''(z)+zf'(z)+{\big (}z^{2}-\nu ^{2}{\big )}f(z)\equiv 0}
називається алгебраїчним диференціальним рівнянням, яке в даному випадку має розв'язки {\displaystyle f=J_{\nu }} та {\displaystyle f=Y_{\nu }} — функції Бесселя першого та другого роду відповідно; розв'язки {\displaystyle J_{\nu }} та {\displaystyle Y_{\nu }} називаються диференціально алгебраїчними (або алгебраїчно трансцендентними).
Більшість знайомих спеціальних функцій математичної фізики є диференціально алгебраїчними.
Усі алгебраїчні комбінації диференціально алгебраїчних функцій є диференціально алгебраїчними.
Крім того, усі композиції диференціально алгебраїчних функцій є диференціально алгебраїчними.
Теорема Гельдера просто стверджує, що гамма-функція {\displaystyle \Gamma } не є диференціально алгебраїчною і, отже, гіпертрансцендентною. 

## Доведення
Нехай {\displaystyle n\in \mathbb {N} _{0}} і існує ненульовий многочлен {\displaystyle P\in \mathbb {C} [X;Y_{0},Y_{1},\dots ,Y_{n}]} такий, що
{\displaystyle \forall z\in \mathbb {C} \setminus \mathbb {Z} _{\leq 0}:\qquad P{\big (}z;\Gamma (z),\Gamma '(z),\dots ,\Gamma ^{(n)}(z){\big )}=0.}
Оскільки ненульовий многочлен в {\displaystyle \mathbb {C} [X]} ніколи не може бути нульовою функцію на будь-якій непорожній відкритій області в {\displaystyle \mathbb {C} } (за основною теоремою алгебри), то не втрачаючи загальності можна вважати, що многочлен {\displaystyle P} містить одночлен ненульового степеня від однієї із змінних {\displaystyle Y_{0},Y_{1},\dots ,Y_{n}}.
Припустимо, що {\displaystyle P} має найнижчий можливий загальний степінь відносно лексикографічного впорядкування {\displaystyle Y_{0}<Y_{1}<\dots <Y_{n}<X}.
Наприклад,
{\displaystyle \deg {\big (}{-}3X^{10}Y_{0}^{2}Y_{1}^{4}+iX^{2}Y_{2}{\big )}<\deg {\big (}2XY_{0}^{3}-Y_{1}^{4}{\big )},}
оскільки найбільший степінь {\displaystyle Y_{0}} в будь-якому одночлені першого многочлена менший ніж у другого многочлена.
Далі зауважимо, що для всіх {\displaystyle z\in \mathbb {C} \setminus \mathbb {Z} _{\leq 0}},
{\displaystyle {\begin{aligned}P\left(z+1;\Gamma (z+1),\Gamma '(z+1),\Gamma ''(z+1),\ldots ,\Gamma ^{(n)}(z+1)\right)&=P\left(z+1;z\Gamma (z),[z\Gamma (z)]',[z\Gamma (z)]'',\ldots ,[z\Gamma (z)]^{(n)}\right)\\&=P\left(z+1;z\Gamma (z),z\Gamma '(z)+\Gamma (z),z\Gamma ''(z)+2\Gamma '(z),\ldots ,z{\Gamma ^{(n)}}(z)+n{\Gamma ^{(n-1)}}(z)\right).\end{aligned}}}
Якщо визначити другий многочлен {\displaystyle Q\in \mathbb {C} [X;Y_{0},Y_{1},\dots ,Y_{n}]} за допомогою перетворення
{\displaystyle Q{\stackrel {\text{df}}{=}}~P(X+1;XY_{0},XY_{1}+Y_{0},XY_{2}+2Y_{1},\dots ,XY_{n}+nY_{n-1}),}
то отримаємо наступне алгебраїчне диференціальне рівняння для {\displaystyle \Gamma }:
{\displaystyle \forall z\in \mathbb {C} \setminus \mathbb {Z} _{\leq 0}\colon \quad Q{\big (}z;\Gamma (z),\Gamma '(z),\dots ,{\Gamma ^{(n)}}(z){\big )}\equiv 0.}
Більш того, якщо {\displaystyle X^{h}Y_{0}^{h_{0}}Y_{1}^{h_{1}}\cdots Y_{n}^{h_{n}}} — одночлен найвищого степеня в многочлені {\displaystyle P}, то одночлен найвищого степеня в многочлені {\displaystyle Q} має вигляд
{\displaystyle X^{h+h_{0}+h_{1}+\cdots +h_{n}}Y_{0}^{h_{0}}Y_{1}^{h_{1}}\cdots Y_{n}^{h_{n}}.}
Отже, многочлен
{\displaystyle Q-X^{h_{0}+h_{1}+\cdots +h_{n}}}
має менший загальний степінь ніж многочлен {\displaystyle P}, і оскільки він породжує алгебраїчне диференціальне рівняння для {\displaystyle \Gamma }, то він повинен бути нульовим многочленом за припущенням мінімальності многочлена {\displaystyle P}.
Звідси визначаючи {\displaystyle R\in \mathbb {C} [X]} як
{\displaystyle R{\overset {\text{df}}{=}}X^{h_{0}+h_{1}+\cdots +h_{n}},}
отримаємо
{\displaystyle Q=P(X+1;XY_{0},XY_{1}+Y_{0},XY_{2}+2Y_{1},\ldots ,XY_{n}+nY_{n-1})=R(X)\cdot P(X;Y_{0},Y_{1},\ldots ,Y_{n}).}
Тепер покладемо {\displaystyle X=0} в многочлені {\displaystyle Q}:
{\displaystyle Q(0;Y_{0},Y_{1},\ldots ,Y_{n})=P(1;0,Y_{0},2Y_{1},\ldots ,nY_{n-1})=R(0)\cdot P(0;Y_{0},Y_{1},\ldots ,Y_{n})=0_{\mathbb {C} [Y_{0},Y_{1},\ldots ,Y_{n}]}.}
Після заміни змінних отримуємо
{\displaystyle P(1;0,Y_{1},Y_{2},\dots ,Y_{n})=0_{\mathbb {C} [Y_{0},Y_{1},\dots ,Y_{n}]},}
і застосовуючи принцип математичної індукції (разом із заміною змінних на кожному кроці індукції) до попереднього виразу, отримуємо
{\displaystyle P(X+1;XY_{0},XY_{1}+Y_{0},XY_{2}+2Y_{1},\ldots ,XY_{n}+nY_{n-1})=R(X)\cdot P(X;Y_{0},Y_{1},\ldots ,Y_{n})}
Таким чином,
{\displaystyle \forall m\in \mathbb {N} \colon \quad P(m;0,Y_{1},Y_{2},\dots ,Y_{n})=0_{\mathbb {C} [Y_{0},Y_{1},\dots ,Y_{n}]}.}
Це можливо лише, якщо {\displaystyle P} ділиться на {\displaystyle Y_{0}}, але це суперечить припущенню про мінімальність многочлена {\displaystyle P}.
Отже, такого многочлена {\displaystyle P} не існує, і тому {\displaystyle \Gamma } не є диференціально алгебраїчною. Що й треба було довести.